# Kaukura
Kaukura è un atollo appartenente all'arcipelago delle Isole Tuamotu nella Polinesia francese. 

## Geografia
Si trova nella regione occidentale dell'arcipelago, 58 km a sud-ovest di Rangiroa. La terra più vicina è l'atollo di Arutua, posto 16 km ad est.
Kaukura ha una forma allungata, con una lunghezza di 46 km e una larghezza massima di 14 km. La barriera corallina a nord è stretta, mentre si presenta più ampia a sud. È composto da due gruppi di 65 isolette. La superficie della laguna di Kaukura è di 436 km². È presente un solo canale navigabile che collega la laguna interna all'oceano Pacifico.
L'isola più importante è Motu Panao, situata nel nord-ovest dell'atollo. Kaukura nel 2007 possedeva 542 abitanti, il villaggio principale è Raitahiti.
Geograficamente Kaukura appartiene alle isole Palliser (Îles Palliser), un sottogruppo delle Tuamotu.

## Storia
Il primo europeo ad arrivare a Kaukura fu il navigatore olandese Jacob Roggeveen per conto di una spedizione della Compagnia Olandese delle Indie Occidentali per cercare la Terra Australis nel 1722.